# علم الأعصاب الوجداني
يدرس علم الأعصاب الوجداني (بالإنجليزية: Affective neuroscience)‏ الآليات العصبية للعاطفة. وهو مجال متعدد التخصصات يدمج بين علم الأعصاب والدراسة النفسية للشخصية والعواطف والمزاج. إن الوجود المفترض «للعواطف الأساسية» وسماتها المحدِدة مسألة قديمة لم تثبت بعد في علم النفس.
تطور علم الأعصاب العاطفي في وقت انصب فيه تركيز علم الأعصاب الإدراكي على جوانب الإدراك غير العاطفية، كالانتباه أو الذاكرة. لذا قد يُطلق عليه أحيانًا اسم علم الأعصاب الإدراكي العاطفي.
يُرجى الملاحظة عند قراءة هذه المقالة، أن هناك بعض الإشارات المرجعية إلى دراسات أحدث أُجريت بعد عام 2012 وغيرت الكثير من التصورات الواردة في هذه المقالة. فمثلًا، يشير القسم الذي يتناول العواطف ونصف الكرة المخية الأيمن بشكل أساسي إلى دراسات أجريت قبل عام 2006، هُجرت هذه النماذج لصالح الأدلة الحديثة الذي وضحت الارتباط بين نصفي الكرة المخية والدور الذي تلعبه هذه الشبكة البارزة في تفسير الاستجابات العاطفية الغريزية تجاه العالم.

## مناطق الدماغ المتعلقة بالعاطفة
يعتقد أن العواطف ترتبط بالنشاط في مناطق الدماغ التي توجه انتباهنا وتحفز سلوكنا، وتحدد أهمية ما يجري من حولنا. إقترح العمل الرائد من قبل بول بروكا (1878)، جيمس بابيز (1937)، وبول د. ماكلين (1952) أن العاطفة ترتبط بمجموعة من الهياكل في وسط الدماغ تسمى النظام النطاقي أو النظام الحوفي، والذي يتضمن تحت المهاد، التلفيف الحزامي، قرن آمون، وغيرها من الهياكل. وقد أظهرت الأبحاث أن الهياكل الحوفية ترتبط مباشرة بالعاطفة، ولكن تم العثور على هياكل غير حوفية ذات أهمية عاطفية أكبر. ويعتقد حاليا هياكل الدماغ التالية أن تشارك في العاطفة:

### الهياكل الرئيسية للنظام الحوفي
اللوزة الدماغية - هي هيكلان صغيران مستديران يقعان أمام قرن آمون بالقرب من القطبين الصدغيين. وتشارك اللوزة في اكتشاف وتعلم ما هي الأجزاء الأكثر أهمية من محيطنا ولها أهمية عاطفية. فهي حاسمة لإنتاج العاطفة، وربما تكون خاصة بالنسبة للمشاعر السلبية، وخاصة الخوف. وقد أظهرت دراسات متعددة تفعيل اللوزة عند إدراك التهديد المحتمل؛ تسمح دوائر مختلفة اللوزة استخدام ذكريات الماضي ذات الصلة من أجل الحكم بشكل أفضل على التهديد المحتمل.
المهاد - يشارك المهاد في نقل الإشارات الحسية والحركية إلى القشرة المخية، وخاصة المحفزات البصرية. المهاد يلعب أيضاً دوراً هاماً في تنظيم حالات النوم واليقظة.
- تحت المهاد - يشارك تحت المهاد في إنتاج الناتج المادي المرتبط بالعاطفة.[14][15]
- قرن آمون - هو هيكل من الفص الصدغي الإنسي الذي يشارك بشكل رئيسي في الذاكرة. وهو يعمل على تشكيل ذكريات جديدة وأيضا ربط الحواس المختلفة مثل المدخلات البصرية، والرائحة أو الصوت إلى الذكريات. الحصين يمرر الذكريات ليتم تخزينها على المدى الطويل وأيضاً يسترجعهم عند الضرورة. هذا هو الاسترجاع الذي يتم استخدامه داخل اللوزة للمساعدة في تقييم التحفيز العاطفي الحالي.[16][17]

فورنيكس - هو مسار الإنتاج الرئيسي من قرن آمون إلى الأجسام الثديية. وقد تم تحديده كمنطقة رئيسية في التحكم في وظائف الذاكرة المكانية، والذاكرة العرضية والوظائف التنفيذية.
- الجسم الحلمي - الهيئات الحلمية مهمة للذاكرة عرضية.[19][20]

اللمبة الشمية - لمبات الشم هي أول الأعصاب القحفية، وتقع على الجانب البطني من الفص الجبهي. وهم يشاركون في الشم، وتصور الروائح.
التلفيف الحزامي - التلفيف الحزامي يقع فوق الجسم الثفني ويعتبر عادة جزءا من النظام الحوفي. أجزاء مختلفة من التلفيف الحزامي لها وظائف مختلفة، ومشارَكة مع التأثير، التحكم الحركي الشوكي، واختيار الاستجابة، معالجة إبصارية فراغية، وفي الوصول إلى الذاكرة. جزء من التلفيف الحزامي هو القشرة الحزامية الأمامية، التي يعتقد أنها تلعب دوراً محورياً في الانتباه وتطالب السلوكية المهام المعرفية. وقد يكون ذا أهمية خاصة فيما يتعلق بالوعي العاطفي. هذه المنطقة من الدماغ قد تلعب أيضا دورا هاما في الشروع في سلوك الدوافع.

### هياكل الدماغ الأخرى المتعلقة العاطفة
العقد القاعدية - العقد القاعدية هي مجموعات من النوى وجدت على جانبي المهاد. العقد القاعدية تلعب دورا هاما في الدوافع، واختيار العمل ومكافأة التعلم.
- القشرة الجبهية الحجاجية - هي بنية رئيسية تشارك في صنع القرار والتأثير على العاطفة على هذا القرار.[30][31]
- قشرة الفص الجبهي - مصطلح قشرة الفص الجبهي يشير إلى الجبهة الأمامية جدا من الدماغ، وراء الجبين وفوق العينين. ويبدو أنها تلعب دورا حاسما في تنظيم العاطفة والسلوك من خلال توقع عواقب أعمالنا. قشرة الفص الجبهي قد تلعب دورا هاما في تأخير الإشباع من خلال الحفاظ على العواطف مع مرور الوقت وتنظيم السلوك نحو أهداف محددة.[32][33]
- المخطط البطني - المخطط البطني هو مجموعة من الهياكل تحت القشرية يعتقد أنها تلعب دورا هاما في العاطفة والسلوك. ويعتقد أن جزء واحد من المخطط البطني يسمى النواة المتكئة يشارك في متعة التجربة.[34] الأفراد الذين يعانون من الإدمان تجربة زيادة النشاط في هذا المجال عندما تواجه وجوه إدمانهم.[35][36]
- الفص الجزيري - يعتقد أن القشرة العظمية تلعب دورا حاسما في التجربة الجسدية للعاطفة، لأنها ترتبط ببنيات الدماغ الأخرى التي تنظم وظائف الجسم اللاإرادي (معدل ضربات القلب، والتنفس، والهضم، وما إلى ذلك). ويتورط في الفص الجزيري في التعاطف والوعي من العاطفة.[37][38][39]

المخيخ - في الآونة الأخيرة، كان هناك قدر كبير من العمل الذي يصف دور المخيخ في العاطفة وكذلك الإدراك، و «متلازمة المخ الفكري المعرفي» قد وُصفت. كل من دراسات التصوير العصبي وكذلك الدراسات التالية الآفات المرضية في المخيخ (مثل السكتة الدماغية) تثبت أن المخيخ له دور كبير في التنظيم العاطفي. وقد أظهرت الدراسات أن خلل المخيخ يمكن أن يخفف من تجربة المشاعر الإيجابية. في حين أن هذه الدراسات نفسها لا تظهر استجابة  للمؤثرات المخيفة، والمؤثرات لم تجند الهياكل التي عادة ما يتم تفعيلها (مثل اللوزة). بدلا من ذلك، تم تنشيط هياكل الحواف البديلة، مثل قشرة الفص الجبهي البطني، والتلفيف الحزامي الأمامي، والفحص الجزيري. وهذا قد يشير إلى أن الضغط التطوري أدى إلى تطوير المخيخ كدائرة خوف زائدة التوسط لتعزيز البقاء على قيد الحياة. قد يشير أيضا إلى دور تنظيمي للمخيخ في الاستجابة العصبية لمؤثرات مجزية، مثل المال، والمخدرات من سوء المعاملة، والنشوة الجنسية.

### دور نصف الكرة المخية الأيمن في العاطفة
عبر الزمن، أُشير إلى دور نصف الكرة المخية الأيمن في معالجة المشاعر، باعتباره لاعبًا مباشرًا. تطورت النظرية العلمية الخاصة بدور نصف الكرة المخية الأيمن مع الوقت وتوصلت إلى نماذج عدّة للأداء العاطفي. كان سي. كي ميل من أول الباحثين الذين اقترحوا وجود صلة مباشرة بين نصف الكرة المخية الأيمن ومعالجة العواطف، إذ لاحظ انخفاضًا في المعالجة العاطفية عند المرضى المصابين بآفات في نصف الكرة المخية الأيمن. في البداية، كان يُعتقد أن العاطفة تعالج في بنى الجهاز الحوفي كالوطاء واللوزة. من أواخر الثمانينيات إلى أوائل التسعينيات في القرن الماضي، تبين أن بنى القشرة الجديدة تؤثر في العاطفة. أدت هذه النتائج إلى تطوير فرضية نصف الكرة المخية الأيمن وفرضية التكافؤ.

#### فرضية نصف الكرة المخية الأيمن
تفيد فرضية نصف الكرة المخية الأيمن بأن النصف الأيمن للبنى القشرية الجديدة متخصص في التعبير عن المشاعر وإدراكها. وُجد ارتباط بين نصف الكرة المخية الأيمن والاستراتيجيات العقلية غير اللفظية والتركيبية والتكاملية والشمولية والجشتالتية، ما يجعله مثاليًا لأداء المعالجة العاطفية. يتصل نصف الكرة المخية الأيمن بالأنظمة تحت القشرية الخاصة بالاستثارة الذاتية والانتباه وهو ما يظهر عند المرضى الذين يعانون من تزايد الإهمال المكاني حين يلحق الضرر بالنصف الأيمن للدماغ مقارنةً بالنصف الأيسر. وجد ارتباط بين أمراض نصف الكرة المخية الأيمن وظهور أنماط غير طبيعية من الاستجابات العصبية الذاتية. تساعد هذه النتائج على تبيان قوة العلاقة بين مناطق الدماغ تحت القشرية ونصف الكرة المخية.

#### فرضية التكافؤ
تعترف فرضية التكافؤ بدور نصف الكرة المخية الأيمن في العاطفة، لكنها تدّعي أنه يركز على معالجة العواطف السلبية بشكل رئيسي بينما يعالج نصف الكرة المخية الأيسر العواطف الإيجابية. إن نمط معالجة نصفي الكرة المخية للعواطف موضع جدل كبير. تقترح إحدى نسخ هذه النظرية عدم وجود نمط محدد لعمليات المعالجة، فتقول إن نصف الكرة المخية الأيمن يعالج العواطف السلبية فقط بينما يعالج النصف الأيسر العواطف الإيجابية. تشير نسخة ثانية من الفرضية إلى وجود نمط معقد من المعالجة، خصوصًا بتخصص نصفي الكرة المخية لأداء وظائف التعبير عن المشاعر واختبارها، فيسيطر نصف الكرة المخية الأيمن في اختبار التجارب العاطفية الإيجابية والسلبية. مؤخرًا، أصبح الفص الجبهي مركز اهتمام الكثير من الأبحاث، التي أفادت أن للفص الجبهي في نصفي الكرة المخية دور في الحالة العاطفية، في حين أن الجزء الخلفي لنصف الكرة المخية الأيمن، المكون من الفص الجداري الأيمن والفص الصدغي الأيمن، يشارك في معالجة المشاعر. وُجد ارتباط بين تناقص نشاط الفص الجداري الأيمن والاكتئاب، وبين زيادة نشاط الفص الجداري الأيمن والقلق. أدى الفهم المتزايد لدور نصفي الكرة المخية إلى تزايد ظهور النماذج المعقدة، وجميعها تعتمد على فرضية التكافؤ الأصلية.

## العلاقة مع علم الأعصاب المعرفي
بمعناها الواسع، الإدراك يشير إلى جميع العمليات العقلية. ومع ذلك، فإن العلوم الاستعرافية استبعدت تاريخيا العاطفة وركزت على العمليات غير العاطفية (على سبيل المثال، الذاكرة، والانتباه، والإدراك، والعمل، وحل المشكلات والصور العقلية). ونتيجة لذلك، فإن دراسة الأساس العصبي للعمليات العاطفية ظهرت كحقلين منفصلين: علم الأعصاب المعرفي وعلم الأعصاب العاطفي. التمييز بين العمليات الغير عاطفية والعاطفية يعتقد الآن أن تكون اصطناعية إلى حد كبير، لأن نوعين من العمليات غالبا ما تنطوي على تداخل الآليات العصبية والعقلية. وهكذا، عندما يتم أخذ المعرفة في أوسع تعريف لها، يمكن أيضا أن يسمى علم الأعصاب العاطفي علم الأعصاب المعرفي من العاطفة.

## مزيد من القراءة
- Davidson، R.J.؛ Irwin، W. (1999). "The functional neuroanatomy of emotion and affective style". Trends in Cognitive Science. ج. 3: 11–21. DOI:10.1016/s1364-6613(98)01265-0.
- Freitas-Magalhaes, A. (2009). Emotional Expression: The Brain and The Face. Porto: University Fernando Pessoa Press. (ردمك 978-989-643-034-4)
- Panksepp، J. (1992). "A critical role for affective neuroscience in resolving what is basic about basic emotions". Psychological Review. ج. 99 ع. 3: 554–60. DOI:10.1037/0033-295x.99.3.554. PMID:1502276.
- Harmon-Jones E, & Winkielman P. (Eds.) Social Neuroscience: Integrating Biological and Psychological Explanations of Social Behavior. New York: Guilford Publications.
- Cacioppo, J.T., & Berntson, G.G. (2005). Social Neuroscience. Psychology Press.
- Cacioppo, J.T., Tassinary, L.G., & Berntson, G.G. (2007). Handbook of Psychophysiology. Cambridge University Press.
- Panksepp J. (1998). Affective Neuroscience: The Foundations of Human and Animal Emotions (Series in Affective Science). Oxford University Press, New York, New York.
- Brain and Cognition, Vol. 52, No. 1, pp. 1–133 (June, 2003). Special Issue on Affective Neuroscience.